# 데릭 위블리
데릭 위블리(Deryck Whibley, 1980년 3월 21일 ~ )는 캐나다의 락 펑크 밴드 썸41의 리드보컬이다. 대표 곡으로는 'Still Waiting', 'The Hell Song', 'Over My Head (Better Off Dead)', 'Walking Disaster' 등이 있다. 유명한 캐나다의 가수인 에이브릴 라빈과 2007년 결혼했으나 2년 뒤인 2009년 이혼하였다.

## 생애

### 활동
썸 41에서 메인 보컬, 리듬 기타를 맡고 있으며, 스티브 조크즈가 2013년 탈퇴하는 바람에 썸 41에서 가장 오래가는 멤버이다. 옛 아내인 에이브릴 라빈의 뮤직 비디오를 감독하기도 했으며, 썸 41의 동료 멤버인 제이슨 매캐슬린의 사이드 프로젝트 The Operation M.D.에서 Dr.Jack 이란 이름으로 2번째 앨범 Birds + Bee Stings에서 키보드를 연주했으며, 라이브 공연 때마다 기타를 연주했었다.

### 악기
데릭 위블리는 펜더 72 디럭스 텔레캐스터를 이용한다. 데릭의 기타에 있는 빨간색으로 된 두 개의 X자는 행운을 상징한다고 한다.펜더 72 디럭스 텔레캐스터를 이용하기 전에는 깁슨 레스폴, 플라잉 V, SG 등을 이용했다. 데릭 위블리는 펜더의 자회사인 스콰이어를 통해 시그네쳐 모델을 발매했다. 시그네쳐 모델은 펜더 72 디럭스 텔레캐스터와 달리 픽업이 한 개이며, 애쉬 바디, 통 메이플 넥을 사용하여 비용을 절감하였다. 펜더 72 디럭스 텔레캐스터에는 X자가 테이핑되어 있지만, 시그네쳐 모델은 프린팅 되어있다.

### 사생활
데릭 위블리는 캐나다의 유명 가수 에이브릴 라빈과 결혼하였으나 성격차로 이혼하였다. 에이브릴 라빈은 뒤에 이혼한 이유는 성격차가 아닌 너무 이른 나이에 결혼해서라고 밝혔다. 2014년 약혼녀 Jocelyn Aguilar 와 재혼했다.